# Stortjärnarna (Åre socken, Jämtland, 706761-133444)
Stortjärnarna är en sjö i Åre kommun i Jämtland och ingår i Indalsälvens huvudavrinningsområde. Sjön har en area på 0,324 kvadratkilometer och ligger 503,2 meter över havet.

## Delavrinningsområde
Stortjärnarna ingår i det delavrinningsområde (706778-133399) som SMHI kallar för Utloppet av Stortjärnarna. Medelhöjden är 505 meter över havet och ytan är 0,92 kvadratkilometer. Det finns ett avrinningsområde uppströms, och räknas det in blir den ackumulerade arean 2,82 kvadratkilometer. Vattendraget som avvattnar avrinningsområdet har biflödesordning 3, vilket innebär att vattnet flödar genom totalt 3 vattendrag innan det når havet efter 380 kilometer. Avrinningsområdet består mestadels av skog (16 procent) och sankmarker (47 procent). Avrinningsområdet har 0,35 kvadratkilometer vattenytor vilket ger det en sjöprocent på 37,6 procent.